# Ford Performance Vehicles
Ford Performance Vehicles (FPV) — подразделение Ford Motor Company of Australia с основным офисом в Мельбурне, существовавшее с 2002 по 2014 год.
Корни FPV уходят в 1991 год, когда британская автомобильная инжиниринговая компания Tickford начала сотрудничество с Ford of Australia для производства высокотехнологичных исполнений австралийских Falcon. В результате партнёрства между Ford и Tickford, увидели свет успешные модели Ford Falcon XR6 и Ford Falcon XR8. Это привело к тому, что в октябре 1999 года была запущена дилерская сеть Ford Tickford Experience и линейка автомобилей FTE T-Серии, основанная на Falcon серии AU и Fairlane. Плохие продажи приводят к сближению компании с Ford. В 2002 году Prodrive продаёт компанию Tickford, появляется Ford Performance Vehicles и бренд FPV взамен FTE. Обновлённая продуктовая линейка была разработана на основе Falcon серии BA, которую возглавил FPV GT-P. Новый бренд пользовался успехом на протяжении всех лет своего существования.
| 2003-2004 FPV GT (BA) | 2005 FPV F6 Typhoon (BF) | FPV FG GT   |
| 2003-2004 FPV GT (BA) | 2005 FPV F6 Typhoon (BF) | FPV GT (FG) |